# Gadowskie Holendry
Gadowskie Holendry [pronunciación en polaco: /ɡaˈdɔfskʲɛ xɔˈlɛndrɨ/] es un pueblo ubicado en el distrito administrativo de Gmina Tuliszków, dentro del Distrito de Turek, Voivodato de Gran Polonia, en el oeste de Polonia central. Se encuentra aproximadamente a 6 kilómetros al suroeste de Tuliszków, a 19 kilómetros al oeste de Turek, y a 98 kilómetros al sureste de la capital regional Poznań.
El pueblo tiene una población de 240 habitantes.